# نابرابری برای همه
نابرابری برای همه یک فیلم مستند اقتصادی است که در سال ۲۰۱۳ توسط جیکوب کورنبلوث کارگردانی شد، موضوع آن نابرابری درآمد در ایالات متحده آمریکا است. داستان فیلم توسط رابرت رایش نویسنده و استاد دانشگاه برکلی ارائه می‌شود. این فیلم در جشنواره فیلم ساندنس ۲۰۱۳ شرکت کرد و موفق به کسب جایزه ویژه هیئت داوران در بخش مستندسازی شد.
در ایران توسط شبکه مستند با دوبله فارسی در اردیبهشت ۱۴۰۳ پخش شد.